# Ravyn Lenae
Ravyn Lenae est une chanteuse compositrice et interprète américaine de R&B originaire de Chicago. Elle fait partie du label Atlantic Records.

## Biographie
Ravyn Lenae est née à Chicago le 22 janvier 1999. Elle a été élevée comme membre de l'église chrétienne réformée du Pullman National Monument dans le Sud de Chicago où son grand père était pasteur pendant plus de 30 ans. Elle commence à écrire ses propres chansons au collège de Roseland Christian School avant d'entrer au Lycée des Arts de Chicago où elle étudie la musique classique. Elle est diplômée de cette école en mai 2017 à l'âge de 17 ans.

## Carrière musicale
Ravyn Lenae fait partie du collectif Zero Fatigue, un collectif de musique locale composé de Smino, Jean Deaux mais aussi du producteur Monte Booker, tous originaires de Chicago. Début 2015, elle publie son premier single Greetings très bien accueilli par le public local. Elle finit alors par signer chez un Label réputé de Chicago, Three Twenty Three Music Group.
Elle sort indépendamment son premier EP en 2015. Très bien accueilli par le public, Moon Shoes est réédité en 2016 par son label. Par la suite, elle apparaît en tant que « featuring » dans l'album The Healing Component de Mick Jenkins, et également dans la chanson Forever de Noname. Elle participe à la tournée de cette dernière lors de son Telefone Tour, mais aussi à celle de SZA lors de son CTRL Tour.
Par la suite, elle sort son second EP Midnight Moonlight en 2017. Peu à peu, Ravyn Lenae connait de plus en plus de succès, ce qui lui permet de participer à plusieurs festivals, notamment au Pitchfork Music Festival en 2018 mais aussi au South by Southwest. Ainsi, elle est qualifiée comme l'une des 10 artistes à connaître par le magazine Rolling Stone en 2017.
Enfin, elle sort en 2018 son dernier EP, Crush, produit par Steve Lacy membre du groupe The Internet.

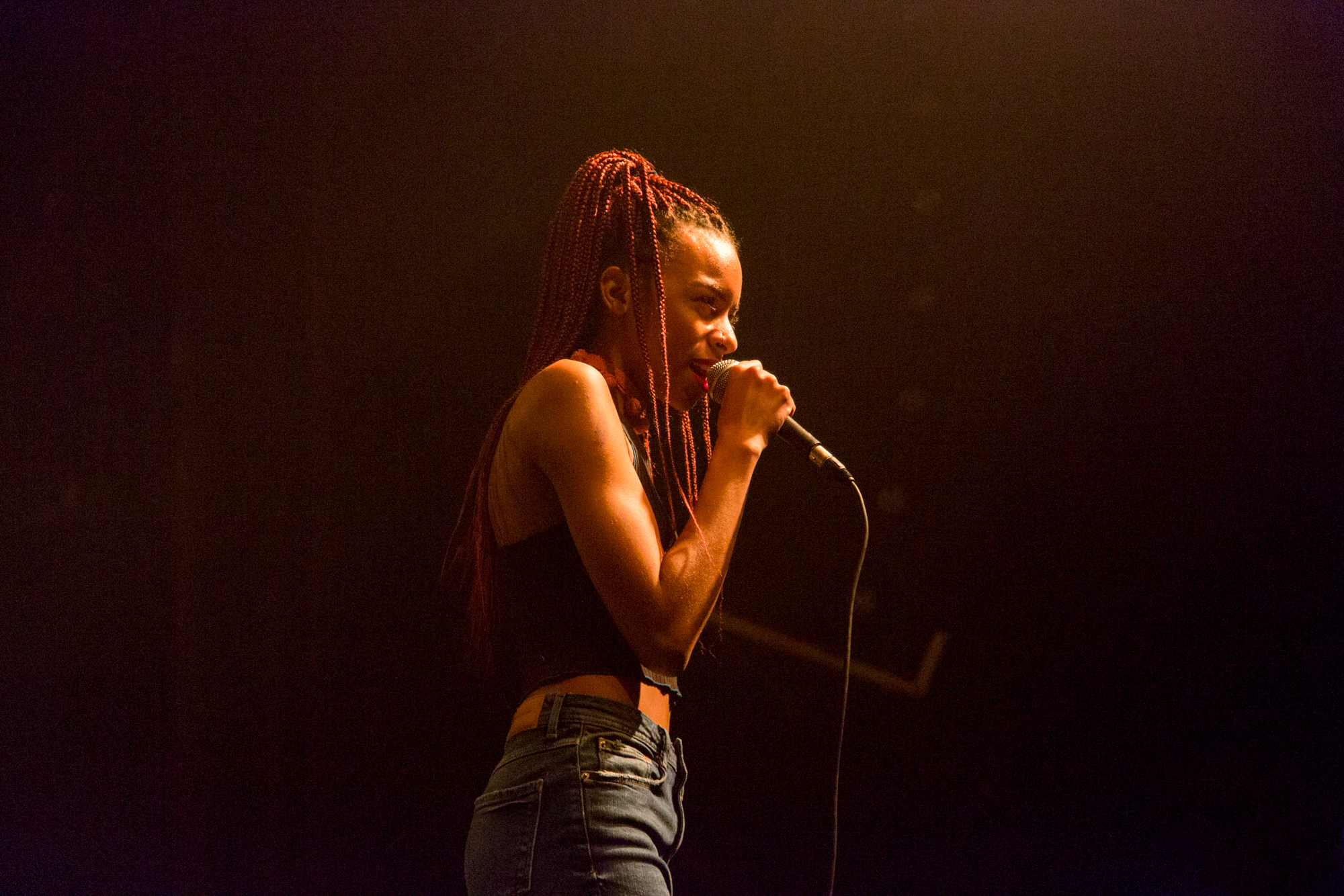
Ravyn Leane performant au Telefone Tour de noname en 2017

## Discographie
| Titre              | Details |
| ------------------ | --- |
| Moon Shoes         | Sortie : aout 2015 Première sortie gratuite sur plateforme numérique rééditée en 2016 par le label Atlantic Records |
| Midnight Moonlight | Sortie : Mars 2017 Label : Atlantic Records Format : plateforme numérique                                           |
| Crush              | Sortie : Février 2018 Label : Atlantic Records Format : plateforme numérique                                        |
| Hypnos             | Sortie : Mai 2022 Label : Atlantic Records Format : plateforme numérique                                            |